# Mehlkamp und Heinenkamp
Mehlkamp und Heinenkamp ist der Name eines Naturschutzgebietes in der niedersächsischen Stadt Braunschweig.

## Allgemeines
Das Naturschutzgebiet mit dem Kennzeichen NSG BR 164 ist circa 56 Hektar groß. Es liegt vollständig im FFH-Gebiet „Eichen-Hainbuchenwälder zwischen Braunschweig und Wolfsburg“ und im EU-Vogelschutzgebiet „Laubwälder zwischen Braunschweig und Wolfsburg“. Im Nordosten grenzt es an das Naturschutzgebiet „Laubwälder zwischen Braunschweig und Wolfsburg“. Das Naturschutzgebiet ersetzt Teile der Landschaftsschutzgebiete „Essenrode-Grassel“ und „Querumer Holz und angrenzende Landschaftsteile“, von denen es ansonsten vielfach umgeben ist. Das Gebiet steht seit dem 3. Februar 2021 unter Naturschutz. Zuständige untere Naturschutzbehörde ist die Stadt Braunschweig.

## Beschreibung
Das Naturschutzgebiet liegt nordöstlich von Braunschweig. Es stellt die beiden namensgebenden Waldgebiete Mehlkamp und Heinenkamp auf historisch alten Waldstandorten unter Schutz. Teile der Wälder unterliegend der natürlichen Waldentwicklung. Die Wälder sind überwiegend als Eichen-Hainbuchenwälder ausgeprägt. Neben Stieleiche und Hainbuche stocken hier zahlreiche standorttypische Mischbaumarten. In der Krautschicht siedeln beispielsweise Große Sternmiere, Buschwindröschen, Gewöhnliche Goldnessel, Bärlauch, Waldziest, Waldsegge, Waldknäuelgras, Rasenschmiele und Flattergras. Im Heinenkamp stocken auch Buchenwälder in den Ausprägungen Hainsimsem- oder Waldmeister-Buchenwälder. Hier dominiert die Rotbuche. Teilweise gesellen sich dazu Stieleiche, Hainbuche, Birke und Eberesche bzw. Esche, Vogelkirsche und Winterlinde. In der Strauch- und Krautschicht siedeln je nach Ausprägung Stechpalme, Gewöhnlicher Dornfarn, Waldsauerklee, Zweiblättrige Schattenblume und Flattergras bzw. Waldmeister, Buschwindröschen, Bärlauch und Flattergras. Die Wälder verfügen über einen hohen Alt- und Totholzanteil. Insbesondere in den Eichen-Hainbuchenwäldern sind totholzreiche Uraltbäume zu finden, die verschiedenen holzbewohnenden Käferarten einen Lebensraum bieten. Stellenweise sind stauden- und strauchreiche Waldränder ausgebildet.
Das Naturschutzgebiet ist Lebensraum unter anderem für die Vogelarten Schwarzstorch, Rotmilan, Wespenbussard, Baumfalke, Schwarzspecht, Grauspecht, Mittelspecht, Buntspecht, Wendehals, Kleiber, Neuntöter, Eisvogel, Nachtigall, Pirol und Trauerschnäpper und die Fledermausarten Großes Mausohr, Großer Abendsegler, Mopsfledermaus und Bechsteinfledermaus. Kleine Stillgewässer im Naturschutzgebiet sind Lebensraum des Kammmolchs und anderer Amphibien.
Durch den Mehlkamp im Süden des Naturschutzgebietes verlaufen mehrere Wald- und Wirtschaftswege. Im Norden des Mehlkamps reicht eine Grünlandfläche in den Wald hinein, die in das Naturschutzgebiet einbezogen ist. Im Westen des Heinenkamps befindet sich eine Weihnachtsbaumplantage innerhalb des Naturschutzgebietes. Im Südwesten und Nordosten schließen sich weitere Waldgesellschaften an das Naturschutzgebiet an. Ansonsten ist es von landwirtschaftlichen Nutzflächen umgeben. Im Südwesten grenzt das Naturschutzgebiet an die zwischen Hondelage und Bevenrode verlaufende Kreisstraße.